# Klamotte

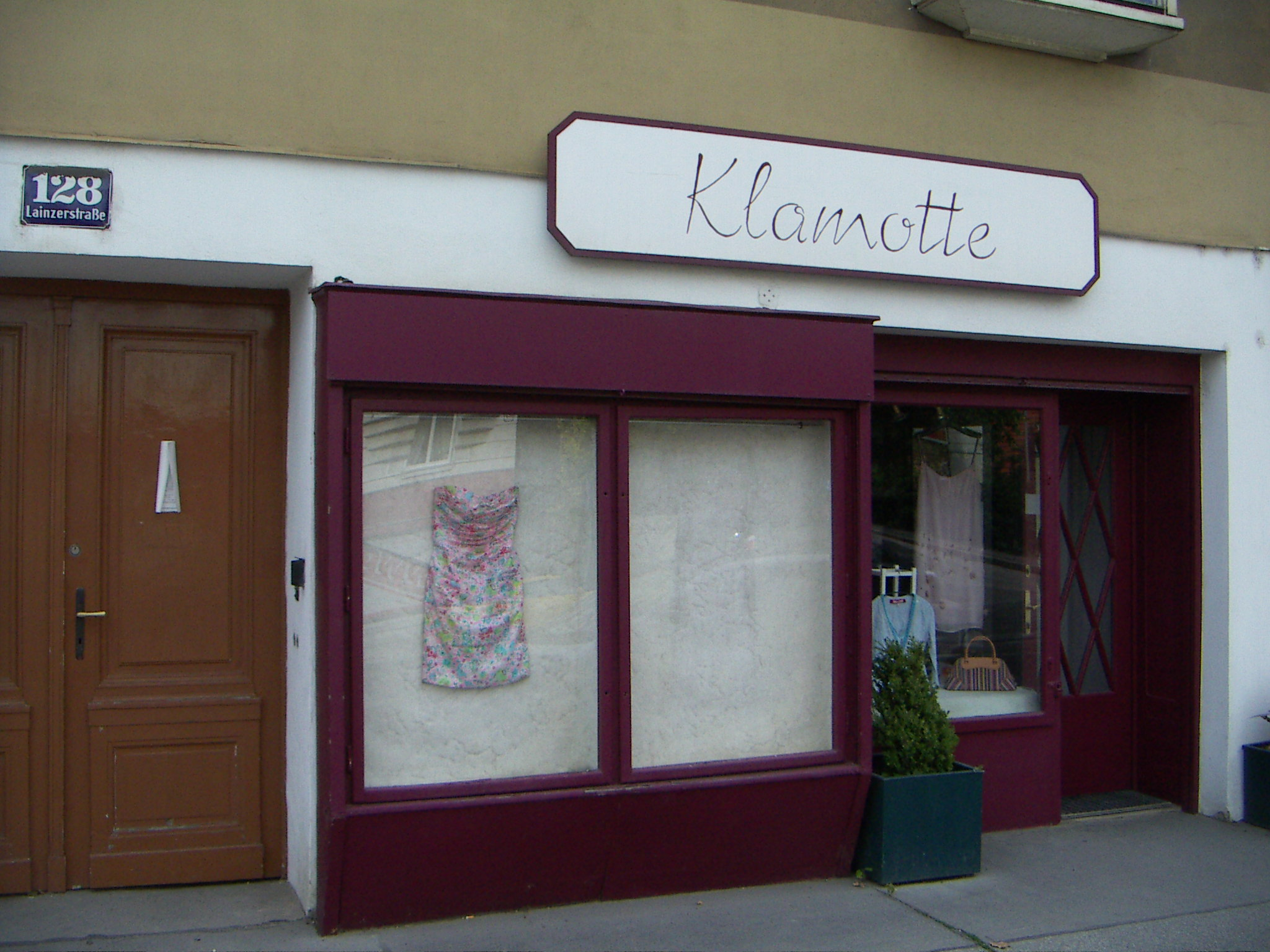
Geschäft in Wien

Klamotte bezeichnet ursprünglich umgangssprachlich zerbrochene Mauer- und Ziegelsteine, aber auch (natürliche) Gesteinsbrocken.
Nach dem Zweiten Weltkrieg aus Bauschutt entstandene Trümmerberge wurden in verschiedenen deutschen Städten „Mont Klamott“ genannt, zum Beispiel in Berlin der Große Bunkerberg.

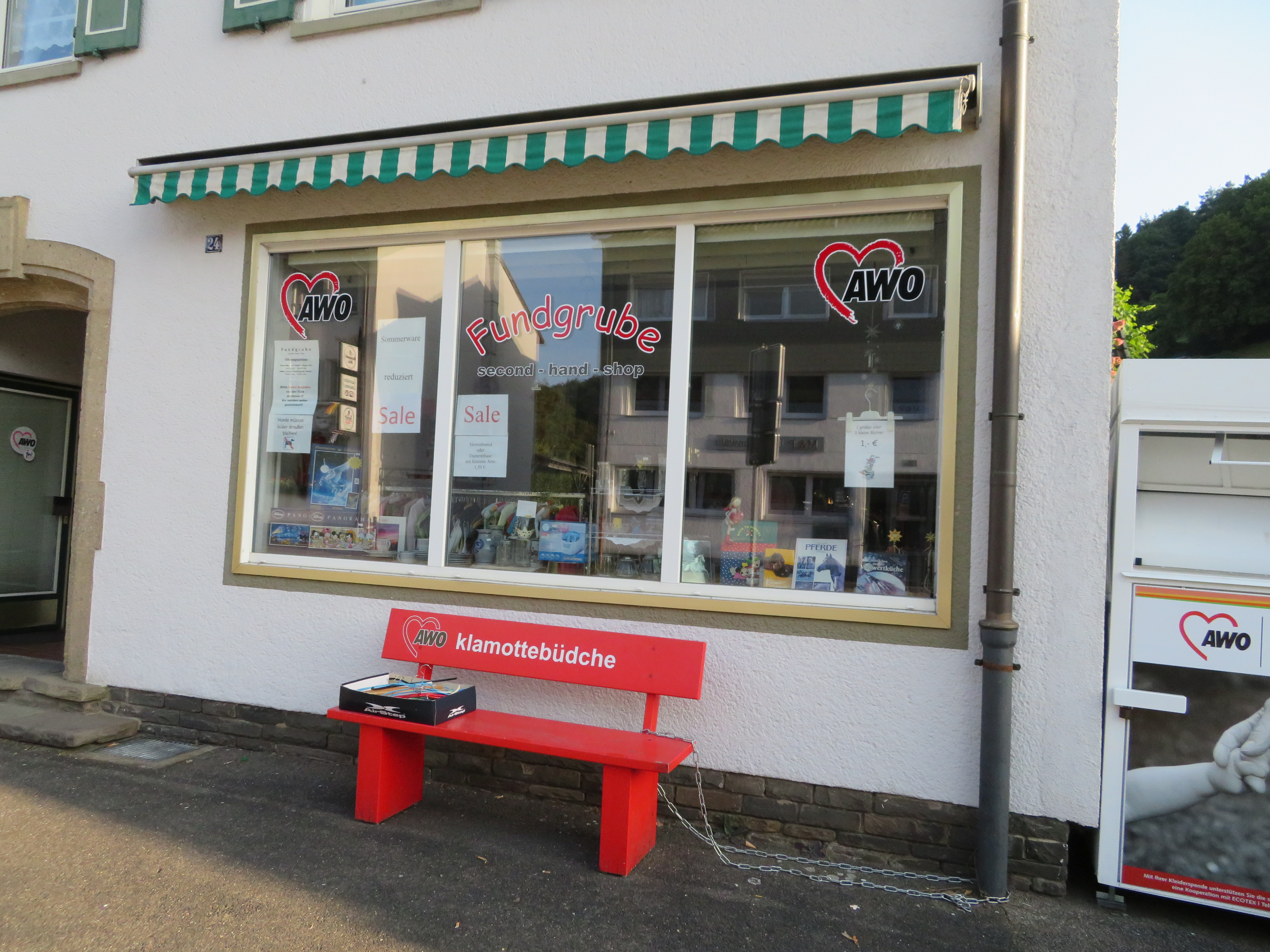
Klamottebüdche der AWO in Engelskirchen (NRW)

Die Bezeichnung Klamotte wurde auch auf andere zerbrochene oder wertlose Gegenstände ausgedehnt, insbesondere als Pluraletantum Klamotten für ärmliche Möbel oder alte Kleidungsstücke. Letztere Verwendung wurde zur heutigen, umgangssprachlichen Bezeichnung für Kleidung, oft auch ohne negative Konnotation („schicke Klamotten“).
Insbesondere im Singular bezeichnet Klamotte ein veraltetes Theaterstück beziehungsweise auch einen derben Schwank ohne besonderes geistiges Niveau, zunächst im Theater, später auch in Film und Fernsehen. So trug in den 1970er Jahren eine Klamauk-Sendereihe aus überarbeiteten alten US-Stummfilmen den Titel Väter der Klamotte.
Der genaue Ursprung des Wortes ist unbekannt, eine Herkunft aus der „Gaunersprache“ wird angenommen.
Vermutet wird, dass sich Klamotte in der ersten Hälfte des 20. Jahrhunderts von Berlin aus verbreitete. Die Herkunft aus der Berliner Gaunersprache um 1900 ist jedoch nicht erwiesen und Verbindungen zum tschechischen klamol ‚Bruchstück‘, zu Schamott, dem rotwelschen Klabot ‚Kleidung‘ oder dem jiddischen k’le umonos ‚Handwerksgerät‘ sind ungesichert.